# Chi Đậu triều
Chi Đậu triều (danh pháp: Cajanus) là một loài thực vật thuộc họ Fabaceae. Chi này có 37 loài, phân bố chủ yếu ở châu Phi, châu Á và Australasia.

## Các loài
Chi này bao gồm khoảng 32 loài, bao gồm:
- Cajanus acutifolius
- Cajanus albicans
- Cajanus aromaticus
- Cajanus cajan - đậu triều, đậu săng
- Cajanus cajanifolius
- Cajanus cinereus
- Cajanus confertiflorus
- Cajanus crassicaulis
- Cajanus crassus
- Cajanus elongatus - đậu triều dài
- Cajanus goensis - sôm, đậu triều lông chòm, rê ro
- Cajanus grandiflorus
- Cajanus kerstingii
- Cajanus lanceolatus
- Cajanus lanuginosus
- Cajanus latisepalus
- Cajanus lineatus
- Cajanus mareebensis
- Cajanus marmoratus
- Cajanus mollis
- Cajanus niveus
- Cajanus platycarpus
- Cajanus pubescens
- Cajanus reticulatus
- Cajanus rugosus
- Cajanus scarabaeoides - bình đậu, đậu tương dại, đậu triều bọ hung, tà a, man thảo trùng đậu
- Cajanus sericeus
- Cajanus trinervius
- Cajanus villosus
- Cajanus viscidus
- Cajanus volubilis - đậu triều leo

## Hình ảnh

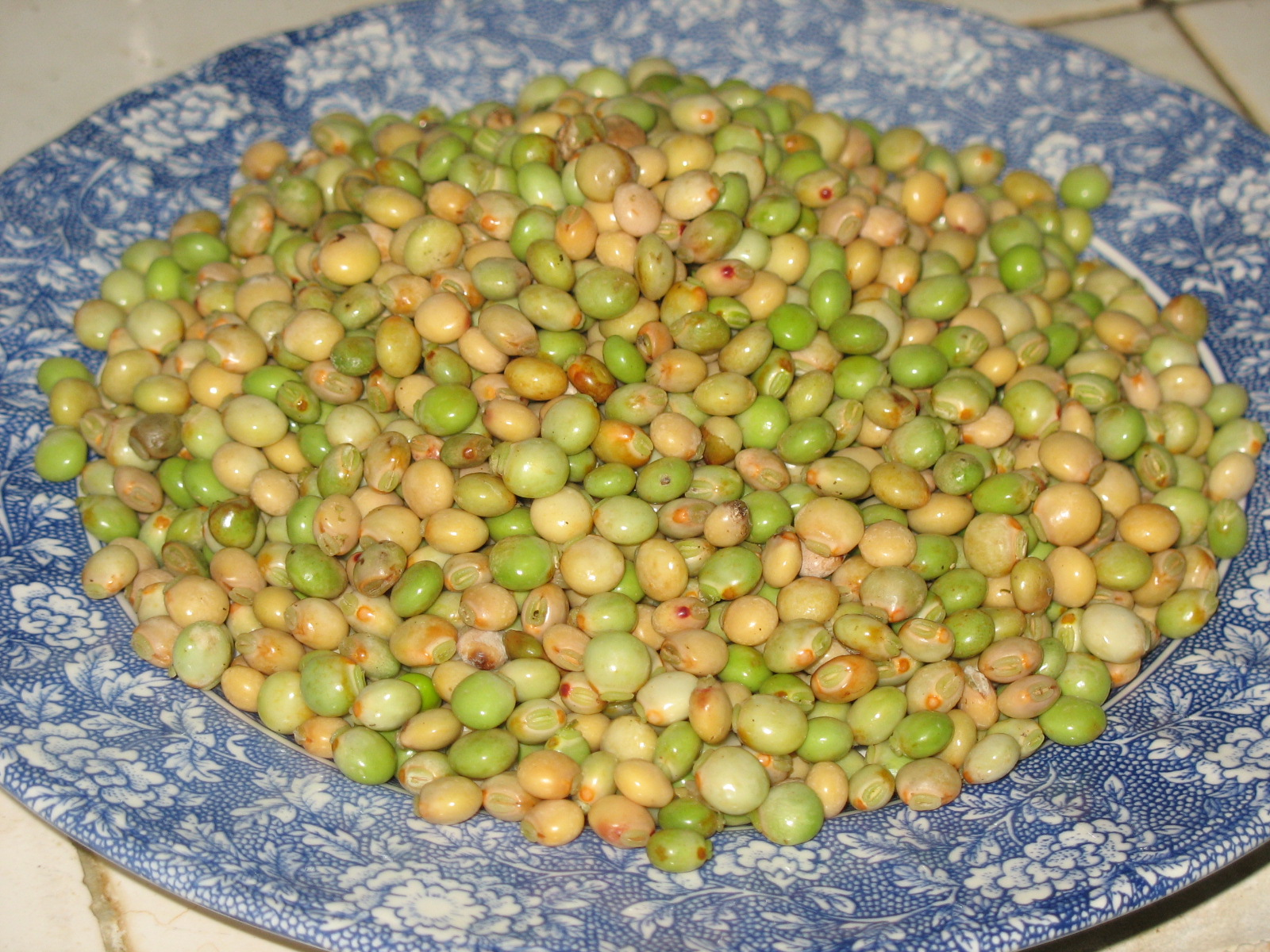
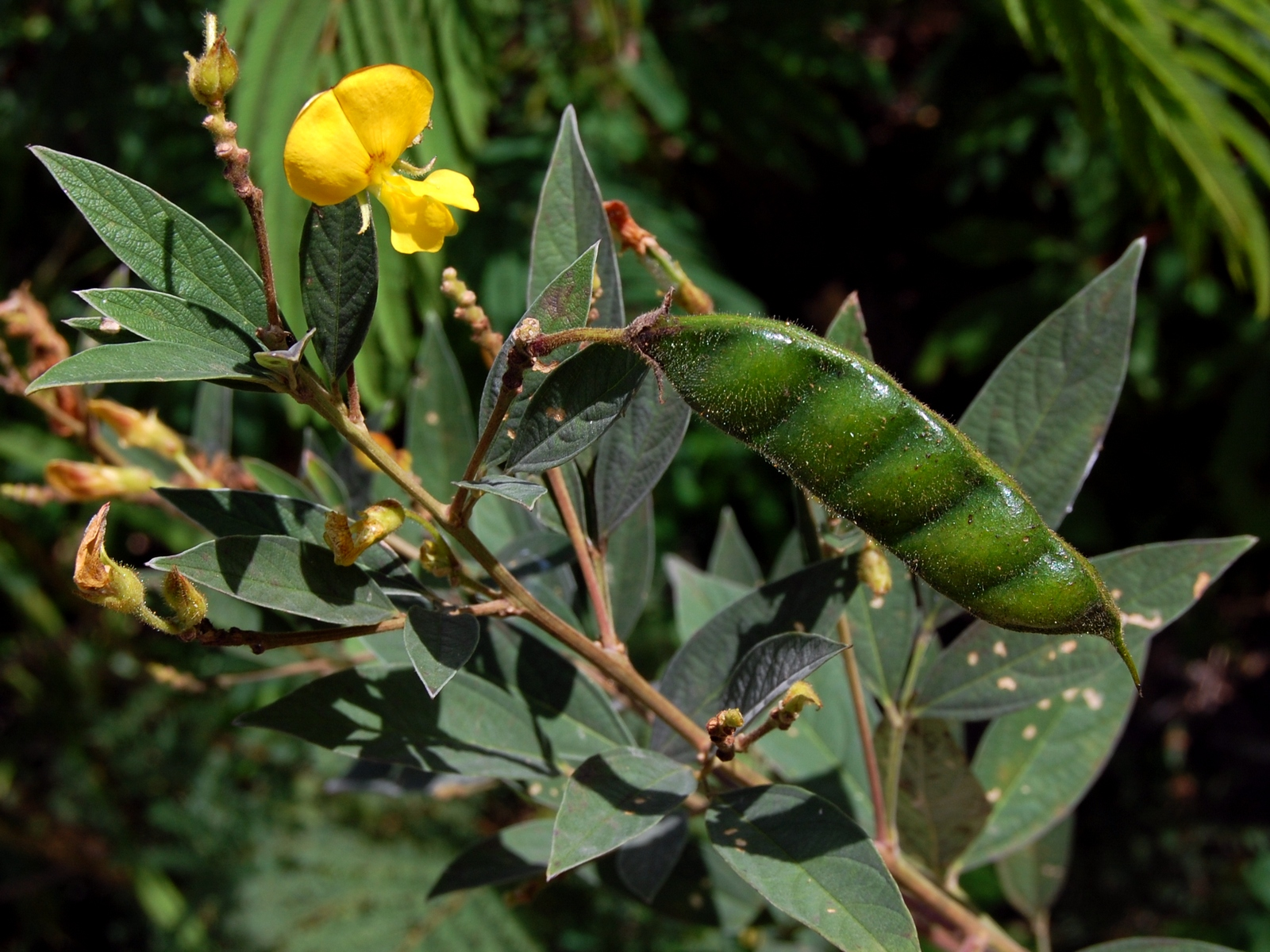
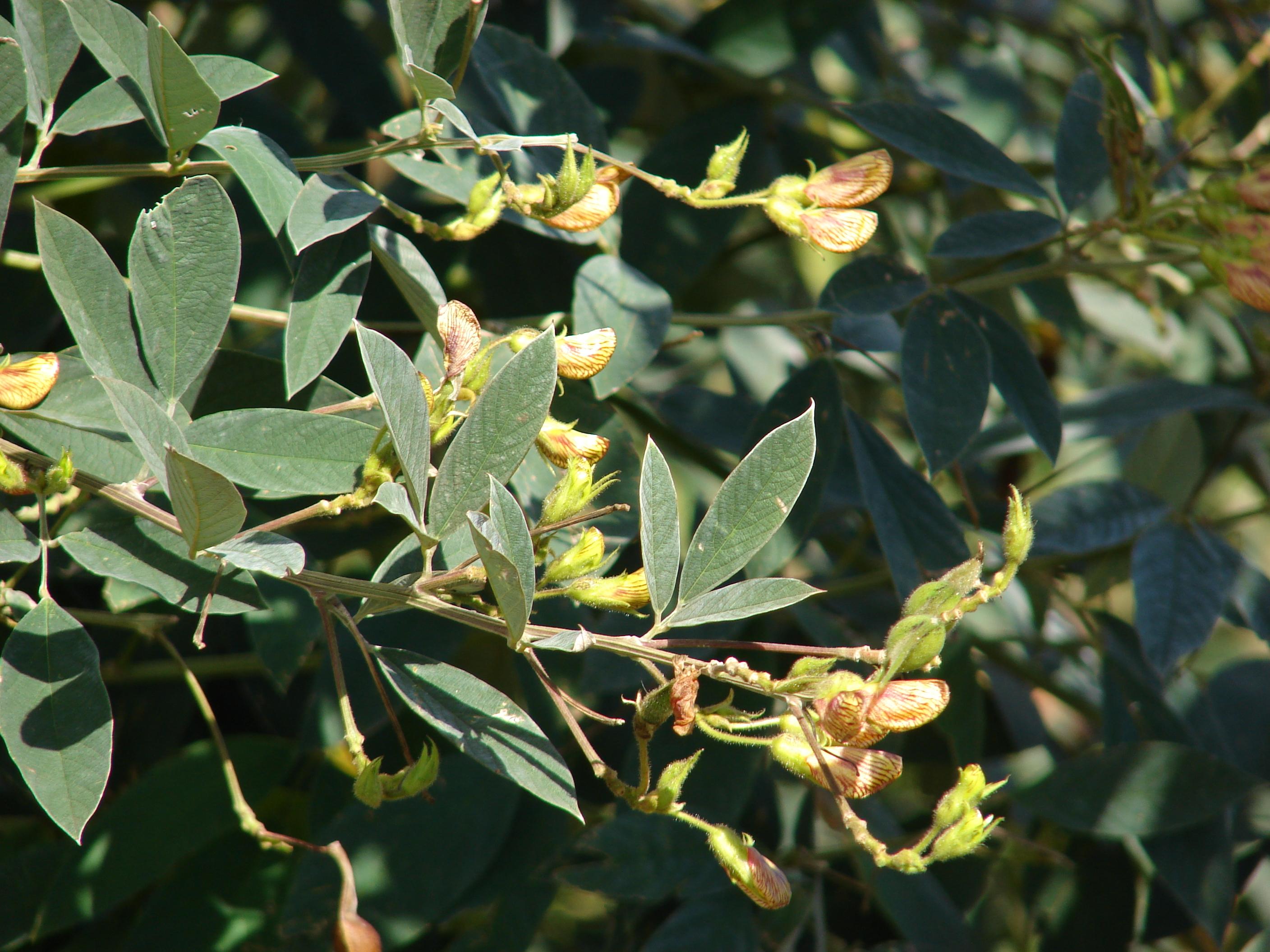
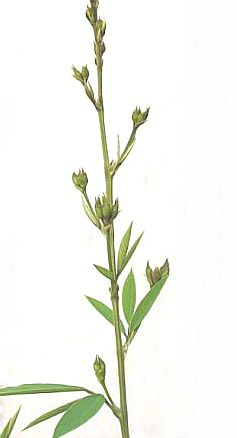